# Pierre-Jean-Alexandre Tascher
Pour les autres membres de la famille, voir Famille de Tascher.
Pierre Jean Alexandre, comte de Tascher, né le 8 février 1745, mort le 3 septembre 1822, est un homme politique français sous le premier Empire et la Restauration française.

## Biographie
Il nait le 8 février 1745 à Chartres.
Il est le fils de Pierre Alexandre Tascher, seigneur de Pouvray et de la Salle qui est lieutenant des maréchaux de France à Chartres. Il a pour frères Charles François, capitaine de cavalerie et Philibert Louis Alexandre, chevalier Tascher qui fut député au Corps législatif en 1810.
Il épouse en 1778 Catherine-Flore Bigot dont il a plusieurs enfants.
À quatorze ans, il fait ses premières armes comme porte-étendard à la bataille de Bergen, que le duc de Broglie gagna le 13 avril 1759 sur Ferdinand de Brunswick-Lunebourg. Après avoir fait jusqu'en 1763 toutes les campagnes de cette guerre de Sept Ans le comte de Tascher fut nommé premier capitaine au régiment de Penthièvre-dragons, et reçut la croix de Saint-Louis.
Il quitte le service en 1785, et vivait dans la retraite lorsque la Révolution commença.
Il se rallie aux principes de la Révolution et n'émigre pas, mais se montra dans toutes les circonstances fort opposé aux excès et à tous les désordres : en septembre 1792, il se met à la tête d'un corps de volontaires à cheval de la ville d'Orléans, et repousse les bandes qui venaient de Paris pour égorger les prisonniers de la haute cour nationale. Cependant il n'est pas inquiété et vit retiré à la campagne jusqu'à la chute de Robespierre.
Sa parenté avec l'impératrice Joséphine n'est sans doute pas sans conséquence. Il est nommé officier de la Légion d'honneur en l'an XII. Il est appelé le 22 octobre 1804 (30 vendémiaire an XIII) au Sénat conservateur. Il préside le collège électoral du Loir-et-Cher en octobre 1806. Le 26 avril 1808, il est nommé comte de l'Empire.
Le 15 décembre 1809, il préside le collège électoral du département de la Dordogne. 
Tout cela ne l'empêche pas de faire partie de ceux qui votent le 1er avril 1814 la déchéance de Napoléon. Il passe le 4 juin 1814 dans la Chambre des pairs. Durant les Cent-Jours, il ne se rallie pas à Napoléon et retrouve son siège lors de la seconde Restauration. Il y vote la mort au procès du maréchal Ney. Il y siège jusqu'à sa mort parmi les ministériels.
Il meurt au château de Pouvrai le 3 septembre 1822 laissant la pairie à son fils aîné,  Jean Samuel Ferdinand. Deux fils du comte Pierre Jean Alexandre Tascher, tous deux militaires, périrent lors de la retraite de Russie, en 1812. Leur frère aîné, Ferdinand de Tascher, qui se trouvait alors en Allemagne, et qui accourut pour les secourir, n'arriva à Berlin qu'au moment où l'aîné expirait, après avoir fait, par un froid de - 27 degrés, 200 lieues à pied, et portant sur ses épaules pendant plusieurs jours son frère qui, ayant les pieds gelés, ne pouvait marcher, et finit par expirer dans ses bras.

### Vie familiale
Il est le fils de Pierre François Alexandre de Tascher (3 août 1715 - Pouvray † 1767 - Viantois), chevalier, seigneur de Pouvray et de la Salle, lieutenant de MM. les maréchaux de France à Chartres et ensuite à Bellême, et de sa première épouse (mariés le 3 août 1741 (Paroisse Saint André, Chartres) Louise Recoquillé (née en mars 1714 - Chartres)
Pierre Jean Alexandre Tascher se marie le 18 février 1778 avec Catherine Flore Bigot de Chérelles (1757 † 1834).
Ils auront ensemble :
1. Pierre-François Léon (né en 1778, mort en bas âge),
2. Jean Samuel Ferdinand (22 décembre 1779 - Orléans † 14 décembre 1858 - Paris), comte de Tascher, auditeur au Conseil d'État, Pair de France, marié le 9 avril 1804 avec Adèle Delangre ( † 18 novembre 1813 - Paris), puis, le 28 février 1821 avec Amélie Clémentine de Maulgué d'Avrainville (1797 † 14 novembre 1869 - Paris),
3. Marie Aline Charlotte (21 juillet 1782 † 7 avril 1852 - Paris), mariée le 22 décembre 1805 avec Anaclet Henri de Cardevac, 4e marquis d'Havrincourt, officier supérieur, Chevalier de la Légion d'honneur, Chevalier de l'Ordre royal et militaire de Saint-Louis, gentilhomme honoraire de la Chambre de Charles X,
4. Charles Marie Maurice (4 décembre 1786 - Orléans † 23 janvier 1813 - Berlin, mort au champ d'honneur), Capitaine de chasseur à cheval,
5. Eugène Jean Marie (20 avril 1792 - Orléans † 25 décembre 1812 - Kœnigsberg, mort au champ d'honneur), Lieutenant d'artillerie,
6. Benjamin Marie (9 mars 1797 - Orléans † 1830), officier qui servit dans les volontaires royaux en 1815, conseiller général, marié à la fille de Jean-Pierre de Montalivet.
7. Marie Thérèse Pauline (7 juin 1800 † 16 avril 1852), mariée le 14 janvier 1822 (Paris) avec Elie de Baudus (1786 † 1858), fils d'Amable de Baudus.

## Titres
- Comte de Tascher et de l'Empire le 26 avril 1808 (avec majorat[1]).

## Fonctions
- Capitaine au Régiment de Penthièvre-Dragons ;
- Membre du sénat conservateur (30 vendémiaire an XIII) ;
- Président du collège électoral du Loir-et-Cher (octobre 1806) ;
- Président du collège électoral du département de la Dordogne (15 décembre 1809) ;
- Pair de France (4 juin 1814, comte-pair le 31 août 1817, lettres patentes du 18 février 1818)[2].

## Distinctions
- Ordre royal et militaire de Saint-Louis :
  - Chevalier de l'Ordre royal et militaire de Saint-Louis ;
- Légion d'honneur :
  - Officier de la Légion d'honneur (an XII),
- Chancelier de la 15e cohorte.

## Armoiries
| Figure | Blasonnement |
|        | Armes du Comte de Tascher et de l'Empire D'argent, aux trois fasces d'azur chargées chacune de trois sautoirs d'argent ; en chef à sénestre deux soleils de gueules ; franc-quartier de comte sénateur. |